# Нейроморфологія
Нейроморфологія (νεῦρον грецького нейрона, «нерв»; μορφή, синтезовані, «форма»; -λογία, -logia, «дослідження») є вивчення форми та структури нервової системи. Дослідження включає вивчення певної частини нервової системи на молекулярному та клітинному рівні та її поєднання з фізіологічної та анатомічної точки зору. Ця область також досліджує комунікації та взаємодії всередині та між кожним спеціалізованим відділом нервової системи.
Морфологія відрізняється від морфогенезу.
Морфологія — це вивчення форми та структури біологічних організмів, а морфогенез — це вивчення біологічної еволюції форми та структури організмів. Отже, нейроморфологія підкреслює особливості будови нервової системи, а чи не процес, у результаті якого ця структура було сформовано. Таким чином, нейроморфологія та морфогенез — дві різні, але тісно пов'язані області.

## Історія
Прогрес у визначенні морфології нервових клітин був повільним. Минуло майже століття після того, як клітина була прийнята як основна одиниця життя, перш ніж дослідники дійшли згоди про форму нейрона . Спочатку вважалося, що це незалежне кулясте тільце, підвішене вздовж скручених і скручених нервових волокон . Потім, після першого успішного мікродисекції нервової клітини Отто Дейтерса в 1865 році, можна розрізнити різні дендрити та аксони .
Наприкінці ХІХ — го  століття нові методи, такі як метод Гольджі, були розроблені, що дозволило дослідникам візуалізувати весь нейрон. Це дослідження Гольджі потім сприяло подальшим дослідженням нейронної відстані Рамон-і-Кахалем в 1911 році. Морфологія продовжувала розвиватися завдяки іншим дослідженням, включаючи морфологію дендритів.
У 1983 році Тороя Абдель-Магуїд і Девід Боушер розширили метод Гольджі і об'єднали його з технікою просочення, яка дозволила їм візуалізувати дендрити нейронів і класифікувати їх відповідно до їх дендритних патернів. З того часу незліченну кількість методів було розроблено та застосовано в галузі нейроморфології.

## Вплив на функцію нейронів
Дослідження підтвердили взаємозв'язок між морфологічними властивостями та функціями нейронів.
Наприклад, був вивчений взаємозв'язок між морфологією та функціональними класами гангліозних клітин  сітківки, щоб показати взаємозв'язок між формою та функцією нейронів. Чутливість до орієнтації та патерни розгалуження дендритів — деякі інші загальні риси нейронів, які, як зазначили дослідники, впливають на функцію нейронів.
Ян А. Мейнерцхаген та ін. нещодавно пов'язали генетичні фактори, які підкреслюють специфічну структуру нейронів, і те, як ці два фактори потім пов'язані з функцією нейронів, шляхом дослідження зорових нервів  Drosophila melanogaster. Вони стверджують, що структура нейрона може визначати його функцію, диктуючи формування синапсів.
Геометрія нейронів часто залежить від типу клітини та історії отриманих стимулів, що обробляються синапсами.
Форма нейрона часто визначає його функцію, встановлюючи його стосунки із синапсами. Однак з'являється все більше свідчень нейромодуляції, процесу, що включає електрохімічні взаємодії через клітинну мембрану.

## Розробка
Розвиток морфологічних характеристик нейронів визначається як внутрішніми, і зовнішніми чинниками . Нейроморфологія нервової тканини залежить від генів та інших факторів, таких як електричні поля, іонні хвилі та гравітація. Клітини, що розвиваються, додатково накладають одна на одну геометричні та фізичні обмеження. Ці взаємодії впливають на нервову форму та синаптогенез. Морфологічні вимірювання та програми для отримання зображень важливі для подальшого розуміння процесу розвитку.

## Піддомени

#### Загальна нейроморфологія
Оскільки існує широкий спектр функцій, що виконуються різними типами нейронів у різних частинах нервової системи, існує велика різноманітність розмірів, форми та електрохімічних властивостей нейронів. Нейрони бувають різних форм і розмірів і можуть бути класифіковані відповідно до їхньої морфології. Італійський вчений Камілло Гольджі згрупував нейрони у клітини типу I та типу II . Нейрони групи Гольджі I мають довгі аксони, які можуть посилати сигнали великі відстані, як у клітинах Пуркіньє, тоді як нейрони групи Гольджі II зазвичай мають короткі аксони, такі як гранулярні клітини, або є аноксоническими.
Морфологічно нейрони можна охарактеризувати як уніполярні, біполярні чи мультиполярні. Псевдо-уніполярні клітини мають лише один відросток, що виходить із тіла клітини. Біполярні клітини мають два відростки, а мультиполярні клітини мають принаймні три відростки, що простягаються в тіло клітини та за його межі.

#### Теоретична нейроморфологія
Теоретична нейроморфологія — це розділ нейроморфології, сфокусований на математичному описі форми, структури та зв'язності нервової системи.

#### Гравітаційна нейроморфологія
Гравітаційна нейроморфологія вивчає вплив гравітації на архітектуру центральної, периферичної та вегетативної нервових систем. Ця суб-дисципліна спрямована на розширення нинішнього розуміння можливостей нервової системи та більш конкретно досліджує, як вплив навколишнього середовища може змінити структуру та функцію нервової системи. У цьому випадку маніпуляції з навколишнім середовищем зазвичай призводять до того, що нейрони піддаються впливу гіпергравітації або мікрогравітації. Це підмножина гравітаційної біології.

## Методи та прийоми дослідження
Для вивчення морфології нейронів використовувалися різні методи, включаючи конфокальну мікроскопію, засновану на стереологічному дизайні, та відстеження нейронів. Поточні інновації дозволяють використовувати віртуальну мікроскопію, кортикальне картування, а також методи мікрохвильового та мережевого аналізу. Серед методів, що використовуються в даний час для нейроморфологічного дослідження, два кращі методи — стереологія та конфокальна мікроскопія.

#### Стереологія на основі форм
Стереологія на основі форм — один з найбільш важливих методів математичної екстраполяції заданої 2D -форми в 3D — форму. В даний час це найкращий метод аналізу тривимірних структур у медичних дослідженнях . Стереологія на основі форм — це найновіший метод стереології, який досліджує заздалегідь визначену та розроблену морфологію. Цей метод контрастує з більш старим методом стереології на основі моделей, в якому як керівництво використовувалися раніше певні моделі. Стереологія, заснована на найсучаснішій формі, дозволяє дослідникам досліджувати морфологію нейронів, не роблячи припущень про їх розміри, форми або навіть орієнтацію.

#### Конфокальна мікроскопія
Конфокальна мікроскопія — це процедура  мікроскопії  для дослідження нейрональних структур. Він створює чіткі зображення з найкращою роздільною здатністю і знижує співвідношення сигнал/шум . Специфічний спосіб роботи цієї мікроскопії дозволяє бачити конфокальну площину, яка є оптимальною під час візуалізації нервових структур. Інші, традиційніші форми мікроскопії що неспроможні візуалізувати все нейрональні структури, особливо ті, які є субклеточными. Нещодавно деякі дослідники успішно поєднали стереологію, засновану на формі, та конфокальну мікроскопію, щоб продовжити свої дослідження конкретних структур нейронних клітин.